# Prîdesneanske, Korop
Prîdesneanske (în ucraineană Придеснянське) este un sat în comuna Horodîșce din raionul Korop, regiunea Cernihiv, Ucraina.

## Demografie
Componența lingvistică a localității Prîdesneanske
     Ucraineană (97,07%)
     Rusă (2,44%)
     Alte limbi (0,49%)
Conform recensământului din 2001, majoritatea populației localității Prîdesneanske era vorbitoare de ucraineană (97,07%), existând în minoritate și vorbitori de rusă (2,44%).